# بینگارا، نیو ساوت ولز
بینگارا (به انگلیسی: Bingara) یک شهرک در استرالیا است که در Gwydir Shire واقع شده‌است.